# Île Balabio
L’île Balabio est une île de Nouvelle-Calédonie appartenant administrativement à Poum.

## Géographie
Bordée de récifs coralliens, l'île abrite une végétation sèche, elle est située à proximité du canal Dewarenne elle fait face à la baie d'Harcourt à l'extrême Nord-Est de la Nouvelle-Calédonie.

## Histoire
Jules Garnier la visite en février 1864.